# Flying Over Grass
Pour plus de détails, voir Fiche technique et Distribution.
Flying Over Grass (草上飛 soit Cao shang fei) est un film dramatique hongkongais réalisé par Chien Lung et sorti en 1969.

## Synopsis
Dans la Chine médiévale, une épéiste solitaire appelée, pour ses incroyables prouesses en Kung-Fu, "Vole sur l'herbe", aide des hommes et des femmes à se libérer d'un seigneur de la guerre.

## Fiche technique
- Titre : Flying Over Grass
- Titre original : 草上飛 (Cao shang fei)
- Réalisation : Chien Lung
- Scénario : Tien-Yung Hsu et Hsin-Te Hung
- Pays d'origine : Hong Kong
- Langue originale : mandarin
- Format : couleur
- Genre :  aventure
- Dates de sortie :
  - Hong Kong : 1969

## Distribution
- Ching-Ching Chang
- Pin Chiang
- Hsia Chiang
- Li Chin
- Chiang Han
- Bao Hsiao
- You Hsiao
- Chun Huang
- You-Min Ko